# 谢园
谢园（1959年6月17日—2020年8月18日），男。中国影视演员、表演教师，生于北京。曾于北京清华园中学就读，1978年考入北京电影学院表演系学习，与演员张丰毅、张铁林等是同班同学。毕业后留校任教。1982年出演个人首部电影《新兵马强》进入影视表演行业，其著名作品有电影《孩子王》、《一个和八个》、《棋王》、《大喘气》等，和陈凯歌、张艺谋等中国第五代电影导演合作众多。曾多次荣获中国影视界包括金鸡奖、百花奖、金凤凰奖、金鹰奖、飞天奖在内的最佳男主角、男配角等奖项，与演员葛优、梁天一道曾有“喜剧三剑客”之称号。作为从业多年的表演教师，有着左小青、邢佳栋等众多学生。
2020年8月18日，谢园在电视剧拍摄过程中因心脏病突发，不幸逝世，享年61岁。谢园有过两段婚姻，均无子女。

## 生平
1959年6月，出生于北京一个满族知识分子家庭，2岁时，父亲不幸去世，母亲带着谢园改嫁。1975 年，考入北京电影学院。1982年，毕业于北京电影学院表演系并留校任教，曾教授出金鸡奖影后余男，执教期间作为影视演员活跃于上个世纪八九十年代的中国影坛，曾出演了《一个和八个》、《孩子王》、《棋王》等多部电影，曾三次获金鸡奖提名，并于1989年获得金鸡奖影帝。其在1991年热播剧《上海一家人》中饰演阿祥，获金鹰奖和飞天奖的最佳男配角。热衷于围棋，曾获得业余4段证书。谢园与葛优、梁天是多年好友，曾被称为中国内地喜剧三剑客。

### 逝世
2020年8月18日，谢园在海南三亚拍摄电视剧《假日暖洋洋》时突发心脏病，经抢救无效，不幸逝世，享年61岁。 谢园逝世后，其多位演艺界好友均通过社交媒体表示哀悼。演员葛优发声表示：“观众会永远记住谢园对中国电影、电视剧所作出的努力和贡献。”演员梁天说：“所有和谢园合作过的业内人士，都会怀念他曾经给我们带来过的快乐和感动，愿他的灵魂，面朝大海，春暖花开……从此天堂不再寂寞。”此外，演员宋丹丹、蔡明，导演姜昆、英达及其学生左小青、邢佳栋等均通过不同形式表达致哀。遵照其家属嘱托，其逝世后丧事从简，不设灵堂，不接受公开悼念，也不举办追悼会、遗体告别仪式、追思会等公开丧仪活动。

## 作品

### 电影
| 年     | 名称               | 角色   | 备注                                |
| ------ | ------------------ | ------ | ----------------------------------- |
| 1984年 | 《一个和八个》     |        |                                     |
| 1987年 | 《孩子王》         |        |                                     |
| 1989年 | 《棋王》           |        | 第9届中国电影金鸡奖最佳男主角       |
| 1989年 | 《大喘气》         | 丁健   | 第9届中国电影金鸡奖最佳男主角       |
| 1989年 | 《疯狂的代价》     |        | 提名—第9届中国电影金鸡奖最佳男配角  |
| 1991年 | 《高朋满座》       |        | 提名—第12届中国电影金鸡奖最佳男配角 |
| 1991年 | 《喜剧明星》       |        |                                     |
| 1993年 | 《无人喝彩》       |        |                                     |
| 1994年 | 《天生胆小》       |        | 第18届大众电影百花奖最佳男配角      |
| 2005年 | 《我的母亲赵一曼》 |        |                                     |
| 2005年 | 《消失的小学》     |        |                                     |
| 2006年 | 《咋回事》         | 宋一兵 |                                     |

### 电视剧
| 年     | 名称                   | 角色   | 备注                                                            |
| ------ | ---------------------- | ------ | --------------------------------------------------------------- |
| 1991年 | 《上海一家人》         | 阿祥   | 第10届中国电视金鹰奖最佳男配角 第12届中国电视剧飞天奖优秀男配角 |
| 1992年 | 《爱你没商量》         |        |                                                                 |
| 1993年 | 《我爱我家》           | 宝财   | 客串两集《双鬼拍门》                                            |
| 1997年 | 《风雪夜归人》         | 李荣生 |                                                                 |
| 1997年 | 《千秋家国梦》         | 鲁迅   |                                                                 |
| 2000年 | 《小迷糊闯江湖》       |        | 台湾台视                                                        |
| 2014年 | 《红色》               | 老铁   |                                                                 |
| 2017年 | 《女管家》             | 杜遠山 |                                                                 |
| 2021年 | 《假日暖洋洋》         | 陳臨春 |                                                                 |
| 2021年 | 《乡村篮球队》         | 陆金贵 | 2014年拍攝                                                      |
| 2021年 | 《大宋宫词》           | 邢中和 | 2018年拍攝                                                      |
| 2023年 | 《虫图腾》             | 潘璞   | 网络剧                                                          |
| 2023年 | 《父亲的草原母亲的河》 | 莫道還 | 2018年拍攝                                                      |
| 2023年 | 《铁马豪情的日子》     | 馬福   | 2019年拍攝                                                      |
| 2023年 | 《似火流年》           | 班主任 | 2018年拍攝，網絡劇                                              |
| 2024年 | 《当代玩家》           | 谢园   | 拍攝年份未知，网络剧                                            |
| 2025年 | 《神探亨特詹》         | 万景瑞 | 2015年拍攝                                                      |